# Stazione di Meolo
Stazione di Meolo vasútállomás Olaszországban, Veneto régióban, Meolo településen.

## Vasútvonalak
Az állomást az alábbi vasútvonalak érintik:
- Velence–Trieszt-vasútvonal

## Kapcsolódó állomások
A vasútállomáshoz az alábbi állomások vannak a legközelebb: 
- Stazione di Fossalta di Piave
- Stazione di Quarto d'Altino